# Hologymnosus longipes
Hologymnosus longipes är en fiskart som först beskrevs av Günther 1862.  Hologymnosus longipes ingår i släktet Hologymnosus och familjen läppfiskar. IUCN kategoriserar arten globalt som livskraftig. Inga underarter finns listade i Catalogue of Life.